# Piersele
Piersele [pʲɛrˈsɛlɛ] (tiếng Đức: Perscheln) là một ngôi làng thuộc khu hành chính của Gmina Bartoszyce, thuộc huyện Bartoszycki, Warmińsko-Mazurskie. ở phía bắc Ba Lan, gần biên giới với tỉnh Kaliningrad của Nga.